# La Pala de Dellui
La Pala de Dellui és una pala del terme de la Torre de Cabdella, al Pallars Jussà, dins del seu terme primigeni.
Aquesta pala, de vegades esmentada en plural, Pales de Dellui, és tot el vessant oriental del Pic de Dellui, a l'extrem nord-oest del terme de la Torre de Cabdella, a ponent i damunt dels estanys d'Eixerola, Cubieso i Nariolo. L'extrem septentrional de la pala és la Collada de Dellui, mentre que el Pic de Dellui se situa damunt del centre de la pala.